# Viti Levu

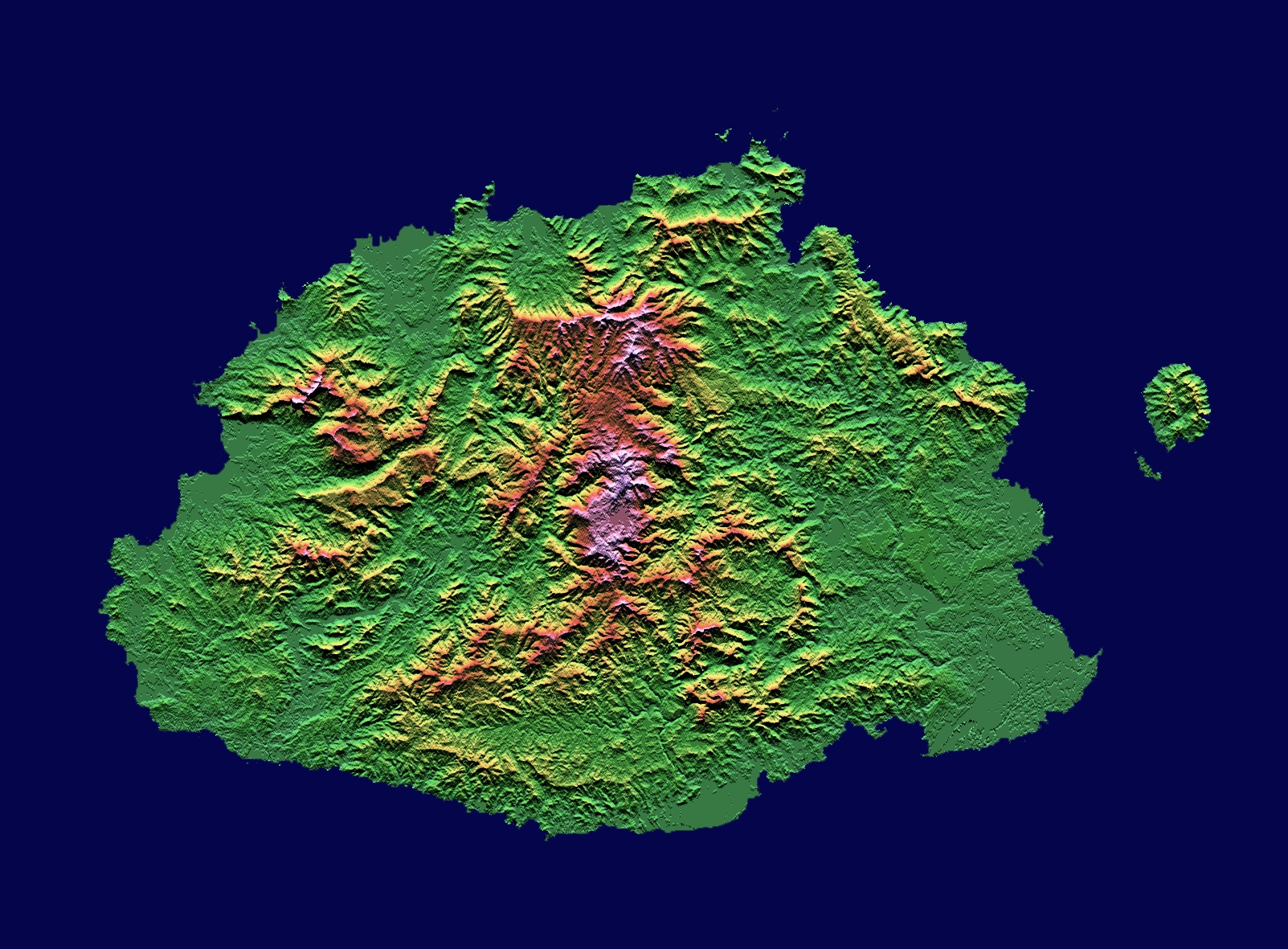
Harta topografică din Viti Levu

Viti Levu (Marele Fiji), aflată pe coordonatele 17°48′S 178°0′E / 17.800°S 178.000°E, este insula cea mai mare din Fiji și una dintre cele mai mari din Oceania. Pe insulă sunt și capitala țării, Suva, orașul Nausori și cea mai mare parte din populație.
Viti Levu acoperă 10338 km². Se extinde 146 de kilometri pe direcția nord-sud și 106 km pe direcția est-vest. Este o insulă de origine vulcanică, care atinge altitudinea maximă la 1.324 m în Tomanivi, de asemenea numit și muntele Victoria. Insula este împărțită de un lanț muntos care traversează pe axul nord-sud, împărțind teritoriul în două jumătăți asemănătoare ca mărime. Partea orientală este mai ploioasă, iar partea occidentală este mai săracă în precipitații. Totuși nivelul de precipitații este suficient pentru cultiverea trestiei de zahăr, una din principalele activități economice ale insulei. De asemenea se produc bumbac, tutun și ananas; se extrag și unele minerale.
În afară de capitala țării, în Viti Levu se găsesc și alte localități, ca Nadi, Laukota, Ba și Sigatoka, precum și multe centre turistice. Toate sunt așezate pe coastă, și sunt conectate cu o șosea care parcurge perimetrul insulei. În total, 600.000 persoane locuiesc în Viti Levu, două treimi din populația republicii Fiji. Împreună cu insula vecină Vanua Levu, concentrează 85% din populația țării.